# A Umbra Omega
A Umbra Omega è il quinto album in studio del gruppo norvegese Dødheimsgard, pubblicato nel 2015 dalla Peaceville Records.

## Tracce
1. The Love Divine – 1:03
2. Aphelion Void – 15:14
3. God Protocol Axiom – 13:13
4. The Unlocking – 11:21
5. Architect of Darkness – 11:59
6. Blue Moon Duel – 14:20

## Formazione
- Aldrahn – voce
- Sekaran – batteria
- Void – basso
- Vicotnik – chitarra, voce